# Liste der Monuments historiques in Verneuil-sur-Seine
Die Liste der Monuments historiques in Verneuil-sur-Seine führt die Monuments historiques in der französischen Gemeinde Verneuil-sur-Seine auf.

## Liste der Bauwerke
| Bezeichnung       | Beschreibung                  | Standort               | Kennzeichnung | Schutzstatus | Datum | Bild           |
| ----------------- | ----------------------------- | ---------------------- | ------------- | ------------ | ----- | -------------- |
| Kirche St-Martin  |                               | (Lage)                 | PA00087662    | Classé       | 1930  | weitere Bilder |
| Schule Notre-Dame | Erbaut im 18./19. Jahrhundert | 106, Grande-Rue (Lage) | PA78000032    | Inscrit      | 2011  | weitere Bilder |

## Liste der Objekte

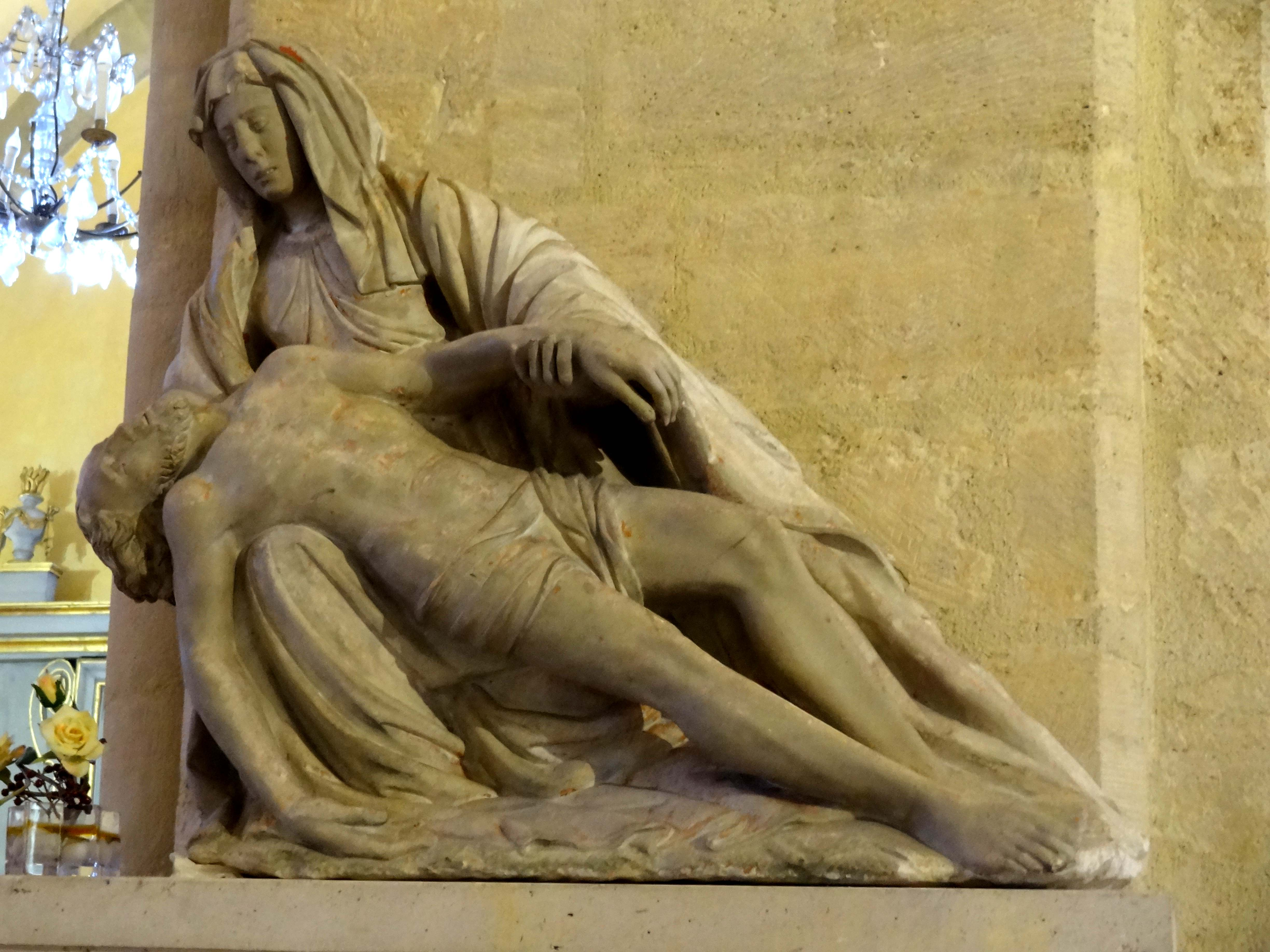
Pietà in der Kirche St-Martin

- Monuments historiques (Objekte) in Verneuil-sur-Seine in der Base Palissy des französischen Kultusministeriums